# Ciclobenzaprina
La ciclobenzaprina, venduta in Italia con il nome commerciale di Flexiban, è un farmaco utilizzato nel trattamento di condizioni muscolo-scheletriche acute caratterizzate da spasmi muscolari.
Autorizzata per uso medico negli Stati Uniti nel 1977, è disponibile anche in Italia come farmaco generico dal 1991.
Non risulta efficace in bambini affetti da paralisi cerebrale e pazienti affetti da malattie cerebrali o del midollo spinale.
Gli effetti collaterali più comuni includono mal di testa, stanchezza, vertigini e secchezza delle fauci, mentre tra gli effetti collaterali gravi troviamo l'aritmia.
La sicurezza del medicinale in gravidanza non è stata dimostrata da studi clinici, nonostante non siano stati riscontrati effetti teratogeni negli animali.
Esistono evidenze di incompatibilità del farmaco con gli inibitori della MAO anche qualora il trattamento sia stato sospeso fino a due settimane prima dell'inizio del trattamento con ciclobenzaprina.
Nel 2018 il costo all'ingrosso per dose negli Stati Uniti era inferiore a 0,05 USD. Nel 2017, era il 43º farmaco più comunemente prescritto negli Stati Uniti, con oltre 17 milioni di prescrizioni. Non è più autorizzato nel Regno Unito dal 2012.